# 風暴將臨
《風暴將臨》（Rising Storm）是英國女作家艾琳·杭特的系列小說《貓戰士》的首部曲中六集的第四集，於2004年6月6日由Happer Collins出版。中文版於2008年11月15日由晨星出版社出版

## 戲情摘要
本集描述雷族因暴風雨帶來的閃電，導致整個營區全被燒盡，巫醫黃牙也被燒死；影族遭受神祕疾病侵襲後的慘狀，以及虎爪仍然在雷族領土附近橫行，甚至殺死了戰士追風，最後還成為影族族長──虎星。